# Seznam nosilcev spominskega znaka Golte 1991
Seznam nosilcev spominskega znaka Golte 1991.

## Seznam
(datum podelitve - ime)
- 20. junij 2001 POLICISTI PP MOZIRJE : Aleš HERČEK, Marjan JAVORNIK, Anton ACMAN, Bojan ŽUREJ

Vito Čanč - Marjan Finkšt - Nadan janez Gusić - Marjan Hudej - Ivan Juvan - Franc Kačičnik - Jože Kalan - Slavko Korenič - Jožef Kukovičič - Ivan Obštetar - Viktor Povsod - Jože Prislan - Marija Rezoničnik - Bogomir Šuštar - Vincenc Vipavc - France Volk - Marko Zidarn - Bojan Zaljuberšek - Dušan Žerjav
]]